# آگونیست گیرنده پپتید شبه‌گلوکاگون ۱
آگونیست گیرندهٔ پپتید شبه‌گلوکاگون ۱ (انگلیسی: Glucagon-like peptide-1 receptor agonist) یا «مقلدهای اینکرتین»، گروهی از آگونیست‌های گیرندهٔ پپتید شبه‌گلوکاگون ۱ هستند. این گروه از داروی شیمیایی جهت درمان دیابت نوع ۲ به‌کار می‌روند. یکی از مزایای این داروها نسبت به داروهای ضد دیابت قدیمی همچون سولفونیل‌اوره یا مگلیتینیدها، آن است که احتمال ایجاد عارضهٔ هیپوگلیسمی با این‌ها کمتر است.
مدت اثر این داروها کوتاه است و به همین دلیل، شرکت‌های دارویی در حال انجام تغییراتی در ساختار و فرمولاسیون این داروها هستند.
بحث‌هایی دربارهٔ اثرات پرولیفراتیو این داروها (افزایش رشد سلول‌ها) بر روی لوزالمعده وجود دارد. دیابت با بروز پانکراتیت حاد و سرطان لوزالمعده در ارتباط است. با آنکه برخی پژوهش‌های اخیر، شواهدی مبنی بر ایجاد پانکراتیت یا سرطان توسط این داروها پیدا نکرده‌اند، اما یک مطالعه در سال ۲۰۱۷ میلادی نشان داد که تجویز اینکرتین‌ها با افزایش احتمال بروز سرطان لوزالمعده (در مقایسه با تجویز داروهای ضد دیابت غیر انسولینی) مرتبط است.
یکی از داروهای این خانواده، لیراگلوتاید است که در سال ۲۰۱۰ توسط سازمان غذا و داروی ایالات متحده آمریکا تأیید شد.